# Роминешть (комуна, Ботошань)
Роминешть, Роминешті (рум. Românești) — комуна у повіті Ботошані в Румунії. До складу комуни входять такі села (дані про населення за 2002 рік):
- Демідень (560 осіб)
- Роминешть (1546 осіб) — адміністративний центр комуни
- Роминешть-Вале
- Серата (94 особи)

Комуна розташована на відстані 376 км на північ від Бухареста, 42 км на схід від Ботошань, 69 км на північний захід від Ясс.

## Населення
За даними перепису населення 2002 року у комуні проживали 2200 осіб.
Національний склад населення комуни:
| Національність | Кількість осіб | Відсоток |
| -------------- | -------------- | -------- |
| румуни         | 2198           | 99,9%    |
| угорці         | 1              | < 0,1%   |
| цигани         | 1              | < 0,1%   |

Рідною мовою назвали:
| Мова      | Кількість осіб | Відсоток |
| --------- | -------------- | -------- |
| румунська | 2199           | > 99,9%  |
| угорська  | 1              | < 0,1%   |

Склад населення комуни за віросповіданням:
| Релігія            | Кількість осіб | Відсоток |
| ------------------ | -------------- | -------- |
| православні        | 1997           | 90,8%    |
| бретрени           | 129            | 5,9%     |
| адвентисти         | 35             | 1,6%     |
| п'ятдесятники      | 22             | 1,0%     |
| римо-католики      | 11             | 0,5%     |
| лютерани           | 4              | 0,2%     |
| не вказали релігію | 2              | 0,1%     |

## Зовнішні посилання
- Дані про комуну Роминешть на сайті Ghidul Primăriilor